# Zaretis ellops
Espèce
Zaretis ellops est une espèce d'insectes lépidoptères de la famille des Nymphalidae, de la sous-famille des Charaxinae et du genre Zaretis.

## Dénomination
Zaretis ellops a été décrit par Édouard Ménétries en 1855 sous le nom initial de Siderone ellops.

### Nom vernaculaire
Zaretis ellops se nomme Seasonal Leafwing.

## Description
Zaretis ellops est un papillon aux ailes antérieures à apex pointu et bord externe concave et aux ailes postérieures à angle anal formant une courte queue. Le dessus est de couleur jaune d'or avec aux ailes antérieure l'apex marqué de rouge et l'ornementation d'une ligne rouge ondulante en retrait du bord externe.
Le revers est marron ocre avec des veines et une ligne aux ailes postérieures du milieu du bord costal à l'angle anal ce qui mime une feuille et ses nervures.

## Biologie

### Plantes hôtes
Les plantes hôtes de sa chenille sont des Casearia.

## Écologie et distribution
Zaretis ellops est présent au Mexique, au Nicaragua en Colombie et au Venezuela,.

### Protection
Pas de statut de protection particulier.